# Список епізодів телесеріалу «Люцифер»
Люцифер (англ. Lucifer) — американський телесеріал, оснований на серії коміксів Ніла Ґеймена та Майка Кері «Піщана Людина» видавництва «Vertigo». Прем'єра серіалу відбулась 25 січня 2016 року. 7 квітня 2016 року оголошено про продовження серіалу на другий сезон, а 13 лютого 2017 року — на третій.

## Епізоди

### Сезон 1 (2016)
| № | #  | Назва                                                           | Режисер          | Сценарист                       | Дата показу в США | Код серії | Глядачі у США (мільйони) |
| --- | -- | --------------------------------------------------------------- | ---------------- | ------------------------------- | ----------------- | --------- | ------------------------ |
| 1 | 1  | «Пілот» «Pilot»                                                 | Лен Вайсман      | Том Капінос                     | 25 січня 2016     | 276096    | 7,16                     |
| Люцифер Морнінгстар покидає пекло і стає власником престижного нічного клубу в Лос-Анджелесі. Коли від рук наркодиллера гине його знайома поп-зірка, Люцифер вирішує використати свої вміння і допомогти детективу Декер вистежити замовника вбивства. Крім цього, Аменаділ — брат-ангел головного героя — тисне на Люцифера, аби той повернувся назад у пекло. |    |                                                                 |                  |                                 |                   |           |                          |
| 2 | 2  | «Стояти, Люцифер. Хороший диявол.» «Lucifer, Stay. Good Devil.» | Натан Хоуп       | Джо Хендерсон                   | 1 лютого 2016     | 4X6502    | 6,00                     |
| Люцифер і детектив Декер знову працюють разом. Цього разу вони розслідують вбивство кінозірки. Виявиляється, що вбивця — невідомий папараці, який скоїв злочин, щоб завдяки сюжету потрапити на «першу шпальту». |    |                                                                 |                  |                                 |                   |           |                          |
| 3 | 3  | «Горе-князь Темряви» «The Would-Be Prince of Darkness»          | Луїс Міліто      | Джейсон Нінг та Дженн Као       | 8 лютого 2016     | 4X6510    | 5,47                     |
| Вечірка, на якій Люцифер підштовхує футбольну зірку врешті-решт втратити незайманість, закінчується вбивством дівчини, із якою той переспав. Люцифер просить детектива Декер допомогти довести невинність футболіста та визначити справжнього вбивцю. Окрім цього, в місті з'являється самозванець, який видає з себе Люцифера та, таким чином, псує йому репутацію. |    |                                                                 |                  |                                 |                   |           |                          |
| 4 | 4  | «Чоловічі хитрощі» «Manly Whatnots»                             | Метт Ерл Бізлі   | Ілді Модрович                   | 15 лютого 2016    | 4X6503    | 5,13                     |
| Хлоя і Люцифер розслідують справу про зниклу дівчину, яка була у стосунках із любовним гуру. Розслідування ускладнюється постійними спробами Люцифера спокусити Хлою. Окрім цього, Аменаділ намагається вивідати у Мейз вразливе місце Люцифера, аби все-таки змусити його повернутися до пекла. Люцифер вирішує довести Хлої, що він істинний диявол і тому невразливий. Хлоя стріляє в нього, але, як не дивно, Люцифер відчуває біль, а рана починає кровоточити. |    |                                                                 |                  |                                 |                   |           |                          |
| 5 | 5  | «Солодкі удари» «Sweet Kicks»                                   | Тім Метісон      | Шері Елвуд                      | 22 лютого 2016    | 4X6504    | 4,86                     |
| Люцифер допомагає Хлої у розслідуванні справи, що стосується митця / дизайнера взуття, який колись був членом вуличної банди. Люцифер свідомо піддає себе небезпеці, захоплюючись самою ідеєю смертності. Із важкого становища його рятує Мейзекін. Водночас Аменаділ з'являється в офісі Лінди та представляється психотерапевтом, який тільки-но переїхав до сусіднього офісу. Вони домовляються про вечерю, з якою мають обговорити найскладніші випадки своїх пацієнтів. |    |                                                                 |                  |                                 |                   |           |                          |
| 6 | 6  | «Улюблений син» «Favorite Son»                                  | Девід Пеймер     | Джейсон Нінг                    | 29 лютого 2016    | 4X6505    | 3,91                     |
| Зі складу викрадають Люциферів контейнер, де той зберігав свої крила. Люцифер та Хлоя намагаються вистежити злодія, а Аменаділ тим часом використовує Лінду Мартін, щоб підібратись до Люцифера та все-таки змусити свого брата повернутися назад у пекло. Контейнер вдається віднайти, але крила зникли. |    |                                                                 |                  |                                 |                   |           |                          |
| 7 | 7  | «Людина із крилами» «Wingman»                                   | Ерік Ла Саль     | Алекс Катснельсон               | 7 березня 2016    | 4X6506    | 4,24                     |
| Люцифер продовжує пошуки своїх крил і звертається за допомогою до Аменаділа. Хлоя тим часом просить у Дена допомоги із розслідуванням справи Палметто. Вона намагається знайти докази для звинувачення співробітника поліції, який після стрілянини перебуває в комі. Люцифер повертає свої крила, але вирішує їх спалити, щоб розізлити Аменаділа, який, як виявилося, все це спланував. |    |                                                                 |                  |                                 |                   |           |                          |
| 8 | 8  | «І ти, лікарю?» «Et tu, Doctor?»                                | Егіл Егілсон     | Дженн Као                       | 14 березня 2016   | 4X6507    | 3,86                     |
| Коли стається вбивство терапевта, Люцифер і Хлоя користуються допомогою лікаря Лінди, яка, переглянувши приватні записи свого колеги, вказує їм на можливих підозрюваних. Тим часом, Аменаділ повертає до життя Малкольма, який протягом тривалого часу перебував у комі та навіть встиг на декілька секунд померти і потрапити у пекло. Малкольм переконує Хлою більше не розслідувати справу про ту стрілянину та зайвий раз не наражатися на небезпеку. А Люцифер вперше відчуває приступ ревнощів. |    |                                                                 |                  |                                 |                   |           |                          |
| 9 | 9  | «Священник заходить в бар» «A Priest Walks into a Bar»          | Девід Фрейзі     | Кріс Рафферті                   | 21 березня 2016   | 4X6508    | 3,82                     |
| Священик просить Люцифера допомогти зупинити банду злочинців, яка використовує підлітків для збування наркотиків. Під підозрою священнослужителя консультант з місцевого центру молоді. Тому коли консультанта знаходять мертвим, підозра про вбивство швидко падає на самого священика. Люцифер та детектив Декер розпочинають розслідування. Водночас Аменаділ зустрічається із Малкольмом для того, щоб обговорити причину, через яку той вернув його назад із пекла. |    |                                                                 |                  |                                 |                   |           |                          |
| 10 | 10 | «Тато» «Pops»                                                   | Тара Ніколь Вейр | Алекс Катснельсон та Майк Коста | 28 березня 2016   | 4X6509    | 3,76                     |
| Хлоя та Люцифер розслідують отруєння шефа - власника мексиканського ресторану. Головними підозрюваними у справі стають син шефа та сушеф, яка могла б успадкувати ресторан. Розслідування ускладнює приїзд Пенелопи Декер, матері Хлої. Через суперечку Хлої та Пенелопи щодо Тріксі, мала тікає у пошуках Люцифера, але зрештою заводить дружбу з Мейзекін. Тим часом, Малкольм розповідає Дену про свій план вбивства Люцифера, а Мейз розпочинає сеанси у психолога Лінди. |    |                                                                 |                  |                                 |                   |           |                          |
| 11 | 11 | «Святий Люцифер» «St. Lucifer»                                  | Мейрзі Алмас     | Шері Елвуд та Девід Макміллан   | 11 квітня 2016    | 4X6511    | 3,44                     |
| Лцифер та Хлоя розслідують вбивство місцевого засновника благодійної організації. Аменаділ та Мейз стають коханцями. Малкольм, тим часом, бере у заручники Дена, який намагається втекти, щоб попередити Люцифера про Малколмів план. Також Люцифер дізнається важливий нюанс своєї смертності. |    |                                                                 |                  |                                 |                   |           |                          |
| 12 | 12 | «#КомандаЛюцифера» «#TeamLucifer»                               | Грег Бімен       | Ілді Модрович                   | 18 квітня 2016    | 4X6512    | 3,81                     |
| Люцифер розуміє, що вразливий тільки тоді, коли знаходиться поруч із Хлоєю, тому намагається її уникати. Однак коли стається сатанинське вбивство і вона звертається до Люцифера за допомогою, йому доводиться допомагати в розслідуванні. Знайшовши розп'яту на складі жертву, вони знаходять послання - «Морнінгстар». Люцифер незабаром розуміє, що за вбивством стоїть Малкольм. У клубі Хлоя знаходить труп проповідника, також убитого Малкольмом, і змушена заарештовати Люцифера. |    |                                                                 |                  |                                 |                   |           |                          |
| 13 | 13 | «Заберіть мене назад в пекло» «Take Me Back to Hell»            | Натан Хоуп       | Джо Хендерсон                   | 25 квітня 2016    | 4X6513    | 3,89                     |
| Аменадіель рятує Люцифера від арешту і каже йому, що зробив велику помилку, повернувши Малкольма із пекла; вони об'єднуються, щоб знайти Малкольма. Ден зізнається у всьому Хлої і вона пропонує загладити провину, очистивши ім'я Люцифера. Під час погоні за Малкольмом Аменадіеля ранять демонічним клинком, але Мейз виліковує його пером із крил Люцифера. Ден добровільно здається поліції, а Люцифер і Хлоя приїжджають на склад, де Малкольм утримує Тріксі. Поранений Люцифер просить батька врятувати Хлою, пообіцявши виконати будь-яке його прохання. Після перемоги над Малкольмом, Люцифер виявляє, що його мати втекла із пекла. |    |                                                                 |                  |                                 |                   |           |                          |

### Сезон 2 (2016-2017)
| № | #  | Назва                                                                      | Режисер          | Сценарист                      | Дата показу в США | Код серії | Глядачі у США (мільйони) |
| --- | -- | -------------------------------------------------------------------------- | ---------------- | ------------------------------ | ----------------- | --------- | ------------------------ |
| 14 | 1  | «Все йде за планом, Люцифер» «Everything's Coming Up Lucifer»              | Нейтан Хоуп      | Джо Хендерсон                  | 19 вересня 2016   | T13.20051 | 4,36                     |
| Люцифер разом з Аманадієлем намагаються знайти матір, яка, не маючи власного тіла, повинна вселитись в когось недавно померлого. Коли на кіно майданчику вбивають дублерку, Люцифер підозрює, що саме його матір доклала руку до цього. Амадієль переконує Хлою, що Люцифер вважає себе дияволом через важке дитинство, а всі його надприродні можливості лише фокуси. |    |                                                                            |                  |                                |                   |           |                          |
| 15 | 2  | «На брехусі й розпустниці сукня горить» «Liar, Liar, Slutty Dress on Fire» | Луіс Міліто      | Ілді Модровіч                  | 3 жовтня 2016     | T13.20052 | 3,67                     |
| У готельному номері вбивають трьох людей: адвоката Шарлоту Декер, молодого юнака та покоївку. В тіло Шарлоти вселяється мати Люцифера і приходить до свого сина. Люцифер разом з Хлоєю береться за розслідування вбивства, щоб перевірити правдивість маминої історії. Тим часом вбивця все ще на волі і вбивство Шарлоти досі його головна мета. |    |                                                                            |                  |                                |                   |           |                          |
| 16 | 3  | «Пожирач гріхів» «Sin-Eater»                                               | Мейрзі Олмос     | Алекс Катснельсон              | 10 жовтня 2016    | T13.20053 | 3,67                     |
| У місті з'являється вбивця-месник. Перш ніж вбити, він змушує жертву зізнатись на камеру у своєму злочині і молити про прощення. Люцифер допомагає Хлої в розслідуванні, сподіваючись зрозуміти, що керує злочинцем, щоб з’ясувати причини власного бажання карати грішників. Тим часом, матері Люцифера ніяк не вдається зрозуміти бажання свого сина жити серед людей. |    |                                                                            |                  |                                |                   |           |                          |
| 17 | 4  | «Жіночі принади» «Lady Parts»                                              | Бен Брей         | Шері Елвуд                     | 17 жовтня 2016    | T13.20054 | 3,63                     |
| Тіло отруєної молодої жінки знаходять поблизу дороги. Єдиною річчю, що може пояснити де була жертва в останні години свого життя є штамп на руці, поставлений в котромусь з клубів. Справа стає ще дивнішою, коли подругу жертви знаходять отруєною в себе вдома з таким самим штампом на руці. Люцифер усіма способами намагається відволікти себе від думки, що Бог може буті незадоволений тим, що його син знайшов у їх договорі лазівку, що дозволяє Шарлотті не повертатися в пекло. До того ж Аманадієль певен, якщо Люцифер не виконав своє зобов’язання, то батько може змінити своє рішення щодо врятованого життя Хлої Тим часом, Шарлотта починає звикати до людського існування, а Мейз укладає с Люцифером парі на те, що вона зможе змусити Хлою весело провести час. |    |                                                                            |                  |                                |                   |           |                          |
| 18 | 5  | «Зброяр» «The Weaponizer»                                                  | Карен Гавіола    | Джейсон Нінг                   | 24 жовтня 2016    | T13.20055 | 3,55                     |
| Ангел Уріель спускається на землю и ставить Люциферу ультиматум: або той повертає Шарлотту в ад, або Хлоя помирає. Тим часом, Люцифер и Хлоя розслідують вбиство екс-зірки боєвиків, яког забили до смерті власною нагородою. |    |                                                                            |                  |                                |                   |           |                          |
| 19 | 6  | «Монстр» «Monster»                                                         | Ігл Егілссон     | Кріс Рафферті                  | 31 жовтня 2016    | T13.20056 | 3,42                     |
| Люцифер й Аменадіель, кожен по-своєму, намагаються впоратися зі смертю їх брата, але Шарлотта намагається допомогти лише одному зі своїх синів. Тим часом, Хлоя й Ден розслідують справу снайперу, вбиваючи людей з гвинтівки, а Тріксі й Мейз святкують Хелловін й вирушають за цукерками. |    |                                                                            |                  |                                |                   |           |                          |
| 20 | 7  | «Моя маленька мавпочка» «My Little Monkey»                                 | Тара Ніколь Уейр | Дженн Кео                      | 7 листопада 2016  | T13.20057 | 3,52                     |
| Через шістнадцять років після вбивства батька Хлої з в'язниці випускають людину, яка його вбила; однак незабаром звільнений чоловік також стає жертвою вбивства. Хлоя має відмовитися від розслідування через конфлікт інтересів. За справу береться Ден, а Люцифер слідує за ним по п'ятам й весь час йому слідує, щоб позбутися власної особистості, бо вона на його думку, спричинює людям біль, й стати ідеальним «Деном». Тим часом, Мейз шукає людську роботу. |    |                                                                            |                  |                                |                   |           |                          |
| 21 | 8  | «Подорож на бійню» «Trip to Stabby Town»                                   | Нейтан Хоуп      | Джефф Лібер                    | 14 листопада 2016 | T13.20058 | 3,87                     |
| Люцифер дізнається, що хтось відкопав могилу Уріеля, вкрав звідти клинок Азраеля і почав використовувати цю найнебезпечнішу зброю для вбивств. Тим часом, Лінда знову вчиться поводитися з Люцифером як зі звичайним пацієнтом, а Люцифер просить Еллу про послугу. |    |                                                                            |                  |                                |                   |           |                          |
| 22 | 9  | «Розлучник» «Homewrecker»                                                  | Грег Бімен       | Майк Коста                     | 21 листопада 2016 | T13.20059 | 3,63                     |
| Власник будівлі, в якій розташовується клуб «Lux», знайдений убитим, і Люцифер починає підозрювати, що хтось спеціально хоче відібрати у нього будинок. Тим часом, Шарлотта призначає побачення Дену, а Мейз і Аменадіель стежить за ними. |    |                                                                            |                  |                                |                   |           |                          |
| 23 | 10 | «Агов, там» «Quid Pro Ho»                                                  | Нейтан Хоуп      | Ілді Модрович и Джулія Фонтана | 28 листопада 2016 | T13.20060 | 4,09                     |
| Вбивця Джона Декера постає перед судом, і його адвокатом виявляється Шарлотта, яка таким чином хоче налаштувати Люцифера проти Хлої. Тим часом, Ден розуміє справжню причину інтересу Шарлотти до нього, а Аменадіель зустрічає маму Хлої і розуміє, що її обличчя йому знайоме. |    |                                                                            |                  |                                |                   |           |                          |
| 24 | 11 | «Втрутилася стюардеса» «Stewardess Interruptus»                            | Грег Бімен       | Шері Елвуд                     | 16 січня 2017     | T13.20061 | 3,97                     |
| Після невдалого поцілунку Люцифер і Хлоя відчувають напруженість при спілкуванні один з одним. Ситуацію погіршує той факт, що їх нова справа пов'язане з розслідуванням вбивств двох осіб, кожен з яких свого часу мав сексуальний зв'язок з Люцифером. Позаяк Люцифер здається єдиною сполучною ланкою між двома жертвами, поліцейські вирішують опитати всіх його недавніх коханців, і цей крок призводить до знаходження важливою зачіпки, здатної привести до вбивці. Тим часом Шарлотта намагається маніпулювати відносинами, що зароджуються між Люцифером і Хлоєю. |    |                                                                            |                  |                                |                   |           |                          |
| 25 | 12 | «Антени кохання» «Love Handles»                                            | Карен Гавіола    | Алекс Катснельсон              | 23 січня 2017     | T13.20062 | 4,17                     |
| Люцифер і Хлоя розслідують справу про отруєння, в якому жертвами виявляються тільки люди, які безпосередньо отримали отруту. Тим часом, Шарлотта намагається знайти відповідний спосіб розповісти Люциферу про те, що Хлоя була послана йому Богом. |    |                                                                            |                  |                                |                   |           |                          |
| 26 | 13 | «Хороший день, щоб померти» «A Good Day to Die»                            | Олрік Райлі      | Джо Хендерсон и Крис Рафферти  | 30 января 2017    | T13.20063 | 4,19                     |
| Хлоя вмирає від отрути, яка потрапила в її організм під час сутички з професором Джейсоном Карлайлом. Ситуація стає непереборною, коли з'ясовується, що формула антидоту була відома тільки покійному Джейсону, котрий перебуває зараз в пеклі. Щоб врятувати життя Хлої, Люцифер вирішується на відчайдушні заходи: адже для отримання необхідної формули він повинен померти. |    |                                                                            |                  |                                |                   |           |                          |
| 27 | 14 | «Кенди Морнінгстар» «Candy Morningstar»                                    | Клаудія Ярмі     | Дженн Кео                      | 1 травня 2017     | T13.20064 | 3,43                     |
| Люцифер повертається в Лос-Анджелес з молодою дружиною, яка працює «екзотичної танцівницею», що доводить Хлою в шок. Він наполягає на повернення до своєї роботи з детективом, але та більше не хоче мати з ним нічого спільного. Тим часом, Шарлотта намагається використовувати дружину Люцифера, щоб дізнатися про його істинні плани. |    |                                                                            |                  |                                |                   |           |                          |
| 28 | 15 | «Коварна маленька паразитка» «Deceptive Little Parasite»                   | Бред Таненбаум   | Майк Коста и Джулия Фонтана    | 8 травня 2017     | T13.20065 | 3,25                     |
| Вбита глава адміністрації престижної приватної школи, і всі зачіпки у справі говорять про те, що жертва була знайома зі своїм убивцею. Тим часом, Люцифер розуміє, що він повинен використовувати свої сильні емоції, що викликають біль, щоб запалити клинок Азраель і повернути свою сім'ю на небеса. |    |                                                                            |                  |                                |                   |           |                          |
| 29 | 16 | «Бог Джонсон» «God Johnson»                                                | Шервін Шілаті    | Джейсон Нінг                   | 15 травня 2017    | T13.20066 | 3,05                     |
| Убитий санітар божевільні. Головним підозрюваним стає пацієнт, який стверджує, що він Бог. Люцифер вкрай зацікавлюється можливим вбивцею, оскільки починає думати, що Бог Джонсон може бути його справжнім батьком. |    |                                                                            |                  |                                |                   |           |                          |
| 30 | 17 | «Співчуття до богині» «Sympathy for the Goddess»                           | Люїс Міліто      | Джо Хендерсон                  | 22 травня 2017    | T13.20067 | 3,03                     |
| Шарлотта знаходить людину, яка пропонує продати їй відсутню частину палаючого Меча. Однак угоді не судилося відбутися: продавця вбивають, а товар крадуть. Для того щоб знайти його Шарлотті доводиться об'єднається з Хлоєю. Тим часом, рада з етики усуває Лінду від роботи, а Мейз висловлює Люциферу всі накопичені претензії. |    |                                                                            |                  |                                |                   |           |                          |
| 31 | 18 | «Хороший, поганий і хрусткий» «The Good, the Bad, and the Crispy»          | Карен Гавіола    | Ілді Модрович                  | 29 травня 2017    | T13.20068 | 3,31                     |
| Аменадіель починає сумніватися в тому, що Палаючий Меч повинен бути зібраний. Шарлотта намагається з'ясувати у Лінди справжні плани Люцифера. Хлоя береться за розслідування вбивства Подружжя Руїса і розуміє, що вбивцею є Шарлотта. |    |                                                                            |                  |                                |                   |           |                          |

### Сезон 3 (2017-2018)
| № | #  | Назва                                                                          | Режисер          | Сценарист                                    | Дата показу в США | Код серії | Глядачі у США (мільйони) |
| --- | -- | ------------------------------------------------------------------------------ | ---------------- | -------------------------------------------- | ----------------- | --------- | ------------------------ |
| 32 | 1  | «Вони повернулися, так?» «They're Back, Aren't They?»                          | Карен Гавіола    | Ілді Модрович                                | 2 жовтня 2017     | T13.20751 | 3,92                     |
| Після того, як Люцифер приходить до тями серед пустелі з крилами за спиною, он звертається за допомогою до Хлої, щоб з'ясувати, що з ним відбулося. Пошуки приводять їх до тіла чоловіка, який був викрадений так само, як і Люцифер. Слід веде їх до декого на ім'я «Грішник». Тим часом у відділок прибуває новий лейтенант Маркус Пірс, а Люцифер дізнається, що більше не може показувати свою «диявольську личину». |    |                                                                                |                  |                                              |                   |           |                          |
| 33 | 2  | «Хлопець з морквинкою» «The One with the Baby Carrot»                          | Луїс Міліто      | Джо Хендерсон                                | 9 жовтня 2017     | T13.20752 | 3,33                     |
| Після того, як Люцифер знову візрізає свої крила, Лінда починає турбуватися, що він занадто зосереджений на пошуках Грішника, і нехтує власним добробутом. Між Люцифером і Хлоєю продовжує зростати напруга, але вони розуміють, що мають відкласти свої чвари, щоб знайти вбивцю коміка. Детектив Пірс намагається відмовити Люцифера від пошуків грішника, але все-таки погоджується йому допомогти. |    |                                                                                |                  |                                              |                   |           |                          |
| 34 | 3  | «Містер і місіс Мезікін Сміт» «Mr. & Mrs. Mazikeen Smith»                      | Тара Ніколь Вейр | Джо Хендерсон та Алекс Катснельсон           | 16 жовтня 2017    | T13.20069 | 3,19                     |
| Мейз вирушає до Канади, щоб впіймати невловимого втікача, якого звинувачують в убивстві двох підлітків. Але Хлоя переживає, що її подруга могла потрапити під вплив шахрая. Приєднавшись до розслідування, Люцифер і Хлоя виявляють, що Мейз не була такою вже й неправою. Між тим перед Мейз стає непростий вибір. |    |                                                                                |                  |                                              |                   |           |                          |
| 35 | 4  | «Що б зробив Люцифер?» «What Would Lucifer Do?»                                | Егіль Егільсон   | Джейсон Нінг                                 | 23 жовтня 2017    | T13.20753 | 3,26                     |
| Коли консультант в молодіжному реабілітаційному центрі знайдена мертвою, Люцифер і Хлоя вирушають у світ перевиховання. Тим часом Аменадіель змінює свій спосіб життя, намагаючись допомогти Люциферу, а Хлоя намагається зрозуміти відношення лейтенанта Пірса до неї. |    |                                                                                |                  |                                              |                   |           |                          |
| 36 | 5  | «З поверненням, Шарлотто Річардс» «Welcome Back, Charlotte Richards»           | Нейтан Хоуп      | Кріс Рафферті                                | 30 жовтня 2017    | T13.20754 | 3,37                     |
| Після того як харчового хіміка зіштовхнули в чан з пудингом, розслідування Люцифера і Хлої несподівано зводить їх з адвокатом Шарлоттою Річардс. Всі шоковані, коли знову бачать її у відділку. Намагаючись зрозуміти, чому вона повернулася, Люцифер робить приголомшливе відкриття, яке допомагає розслідувати справу. |    |                                                                                |                  |                                              |                   |           |                          |
| 37 | 6  | «Торг у Вегасі» «Vegas with Some Radish»                                       | Карен Гавіола    | Ілді Модрович и Шері Елвуд                   | 6 листопада 2017  | T13.20072 | 3,48                     |
| Коли Люцифер дізнається, що його колишня фальшива дружина Кенді пропала безвісти, він разом з Елою вирушає до неї в Лас-Вегас. Вони працюють разом, щоб знайти зниклу дівчину, паралельно розкриваючи секрети, які можуть поставити під загрозу розслідування. Тим часом Хлоя засмучена тим, що Люцифер поїхав в її день народження, тому Лінда намагається підняти їй настрій. |    |                                                                                |                  |                                              |                   |           |                          |
| 38 | 7  | «Не для протоколу» «Off the Record»                                            | Едуардо Санчес   | Джен Грем Імада, Кріс Рафферті та Майк Коста | 13 листопада 2017 | T13.20071 | 3,58                     |
| Репортер газети, дізнавшись, що Люцифер спить з його дружиною, вирішує помститися йому, розкопавши всі його брудні секрети. Коли він вже готовий здатися, з'ясовується, що його противник сам диявол, і тоді репортер задається питанням, чи можна його вбити? Люцифер і Хлоя тим часом розслідують справу маніяка, який вбиває тих, кого вважає шахраями. |    |                                                                                |                  |                                              |                   |           |                          |
| 39 | 8  | «Хлоя стає Люцифером» «Chloe Does Lucifer»                                     | Луїс Міліто      | Джулія Фонтана                               | 20 листопада 2017 | T13.20755 | 3,26                     |
| Коли жертва вбивства виявляється пов'язаною з додатком для знайомств, Люцифер намагається навчити Хлою бути як він, щоб вона могла заманити злочинця в пастку. Тим часом Елла намагається уникати Шарлотти, а Аменадіель допомагає Лінді впоратися зі смертю її колишнього чоловіка. |    |                                                                                |                  |                                              |                   |           |                          |
| 40 | 9  | «Грішник» «The Sinnerman»                                                      | Марісоль Адлер   | Дженн Кео                                    | 4 грудня 2017     | T13.20756 | 3,39                     |
| Люцифер стурбований, коли він розуміє, що тих, кому він прислужився, знаходять убитими. Після того, як він і Хлоя беруться за розслідування, вони, нарешті, опиняються віч-на-віч з Грішником. Тим часом детектив Пірс повертається на службу після поранення, Шарлотта знаходить нову роботу, а Аменадіель - новий любовний інтерес. |    |                                                                                |                  |                                              |                   |           |                          |
| 41 | 10 | «Яма грішників» «The Sin Bin»                                                  | Грег Бімен       | Шері Елвуд                                   | 11 грудня 2017    | T13.20757 | 3,36                     |
| Після того як Грішник потрапляє під варту, Люцифер готовий піти на будь-яку хитрість, щоб повернути обличчя диявола. Але, в той час як життя іншої людини висить на волосині, совість Люцифера перешкоджає йому чи допомагає? Тим часом Тріксі знайомиться з Шарлоттою і задає питання про відносини тієї з її батьком. |    |                                                                                |                  |                                              |                   |           |                          |
| 42 | 11 | «Місто ангелів?» «City of Angels?»                                             | Марк Тондераі    | Джейсон Нінг і Дженн Кео                     | 1 січня 2018      | T13.20070 | 3,11                     |
| У флешбеках йдеться про час, коли Люцифер вперше опинився в Лос-Анджелесі. Аменадіель спускається на землю, щоб повернути свого грішного брата, але грабіжник, який вкрав його кулон, плутає його плани. Він заручається допомогою Люцифера, щоб знайти викрадене, а той погоджується допомогти в обмін на послугу. Тим часом Хлоя і Ден, які все ще одружені, розслідують вбивство боксера ММА Айдана Скотта від рук того, хто пограбував Аменадіеля. |    |                                                                                |                  |                                              |                   |           |                          |
| 43 | 12 | «Все для неї» «All About Her»                                                  | Тара Ніколь Вейр | Алекс Катснельсон                            | 22 січня 2018     | T13.20758 | 3,77                     |
| Розкривши справжню особистість лейтенанта Пірса, Люцифер намагається з'ясувати його мотиви. Щоб отримати допомогу Хлої в його розслідуванні, він заходить все далі і далі, намагаючись допомогти їй розкрити вбивство професійного серфера. Тим часом, Аменадіель стикається з проблемами зі здоров'ям, які впливають на його особисте життя. |    |                                                                                |                  |                                              |                   |           |                          |
| 44 | 13 | «Поки смерть не розлучить нас» «Til Death Do Us Part»                          | Шервін Шелаті    | Майк Коста                                   | 29 січня 2018     | T13.20759 | 3,67                     |
| Коли в затишному передмісті Лос-Анджелеса вбита вчитель хімії, що займалася виробництвом і розповсюдженням наркотиків, Люцифер і Пірс повинні вирушити під прикриття, щоб допомогти вистежити вбивцю. Тим часом, Мейз відчуває потяг до декого, кого вона раніше зневажала. |    |                                                                                |                  |                                              |                   |           |                          |
| 45 | 14 | «Сторож брата мого» «My Brother's Keeper»                                      | Клаудія Ярмі     | Джо Хендерсон і Джейсон Нінг                 | 5 лютого 2018     | T13.20760 | 3,71                     |
| Коли в ході розслідування вбивства алмазного злодія головним підозрюваним стає один з братів Елли, вона вирішує довести його невинуватість, взявши в союзники Мейз. Тим часом, Лінда почувається не в своїй тарілці, коли Шарлотта приходить до неї за допомогою, а детектив Пірс обговорює свої проблеми з Аменадіелем. |    |                                                                                |                  |                                              |                   |           |                          |
| 46 | 15 | «Шкільна дурниця» «High School Poppycock»                                      | Луїс Міліто      | Кріс Рафферті та Джен Грем Імада             | 26 лютого 2018    | T13.20761 | 3,18                     |
| Розслідуючи вбивство відомої письменниці, Люцифер і Хлоя виявляють, що її книги засновані на реальних людях з її минулого, і детективи вирішують потрапити на вечір зустрічі випускників, сподіваючись зловити там її вбивцю. Тим часом, Аменадіель і Лінда щосили намагаються зробити їх відносини публічними. |    |                                                                                |                  |                                              |                   |           |                          |
| 47 | 16 | «Пекельна морська свинка» «Infernal Guinea Pig»                                | Егіль Егілссон   | Дженн Кео та Джулія Фонтана                  | 5 березня 2018    | T13.20762 | 3,13                     |
| Коли розслідування вбивства показує темну сторону Голлівуду, Хлоя ставить своє життя на кін, щоб захистити невинну жертву. В цей час Люцифер повертає Авеля з пекла, щоб допомогти Каїну з його прокляттям, але через втручання Аменадіеля і Мейз все йде не так, як планувалося. |    |                                                                                |                  |                                              |                   |           |                          |
| 48 | 17 | «Хай Пінхед співає!» «Let Pinhead Sing!»                                       | Олрік Райлі      | Ілді Модрович та Шері Елвуд                  | 12 березня 2018   | T13.20763 | 2,97                     |
| Через те, що життя співачки-суперзірки знаходиться під загрозою, Хлоя і Люцифер потрапляють в світ масштабних шоу, божевільних фанатів і чудес. Люцифер користується нагодою, щоб показати батькові, що Хлоя - не найважливіше в його житті, а Шарлотта тим часом намагається допомогти Лінді та Мейз відновити їх дружбу. |    |                                                                                |                  |                                              |                   |           |                          |
| 49 | 18 | «Останні розбиті серця» «The Last Heartbreak»                                  | Ханель Калпеппер | Алекс Катснельсон і Майк Коста               | 19 березня 2018   | T13.20763 | 3,23                     |
| Поки Хлоя і Люцифер продовжують полювання за серійним вбивцею, націленим на закохані парочки, Пірс розуміє, що справа пов'язана з вбивствами, які він розслідував ... в 1958 році. Аменадіель зустрічає Шарлотту і вирішує розповісти їй правду про те, ким вона йому доводиться. Мейз йде в загул і вирішує з'їхати від Хлої. Люцифер спустошений через можливі майбутні відносини між Хлоей і Пірсом. |    |                                                                                |                  |                                              |                   |           |                          |
| 50 | 19 | «"Мейз в помаранчі" — хіт сезону» «Orange Is The New Maze»                     | Нейтан Хоуп      | Дженн Кео                                    | 26 березня 2018   | T13.20763 | 3,19                     |
| Після того, як Люцифер відмовляється відправити Мейз назад до пекла, вона стає головним підозрюваним у вбивстві. Однак Хлоя не вірить в те, що вбивця - Мейз, а Люцифер проти того, щоб покарання невинний поніс. Роман Хлої і Пірса заходять все далі. Шарлотта дізнається шокуючу правду про те, що з нею сталося. Мейз і Пірс об'єднуються заради досягнення своїх цілей. |    |                                                                                |                  |                                              |                   |           |                          |
| 51 | 20 | «Ангел Сан-Бернардино» «The Angel of San-Bernardino»                           | Тара Ніколь Вейр | Джейсон Нінг                                 | 16 квітня 2018    | T13.20766 | 3,18                     |
| В ході розслідування вбивства свідок стверджує, що її врятував ангел, внаслідок чого Люцифер починає підозрювати, що допомагає людям уві сні і готується не спати кілька днів. Тим часом відносини Хлої і Пірса заходять все далі, і він виявляється як ніколи близько до позбавлення від свого прокляття. |    |                                                                                |                  |                                              |                   |           |                          |
| 52 | 21 | «Все, що робить Пірс, я роблю краще!» «Anything Pierce Can Do I Can Do Better» | Джим Вікерс      | Алекс Кацнельсон                             | 23 квітня 2018    | T13.20767 | 2,82                     |
| Розслідуючи вбивство прима-балерини, Люцифер намагається утримати Хлою подалі від Пірса, який вирішив повернути її назад. Аменадіель просить Шарлотту допомогти йому довести причетність лейтенанта до справ Грішника, і Мейз продовжує виконувати завдання, хоча сам Пірс вирішив все скасувати. Хлоя розсерджена нездатністю Люцифера розкрити свої почуття, а коли він готовий зробити це - виявляється занадто пізно. |    |                                                                                |                  |                                              |                   |           |                          |
| 53 | 22 | «Гукай всіх нагору» «All Hands on Decker»                                      | Едуардо Санчес   | Шері Елвуд                                   | 30 квітня 2018    | T13.20768 | 2,84                     |
| Коли Хлоя бере відпустку, щоб підготуватися до весілля, над справою про вбивство на виставці собак Люцифер змушений працювати з Деном. Тим часом, Шарлотта і Мейз мають різні ідеї для дівич-вечора Хлої, і після дикої ночі вона переосмислює своє рішення. |    |                                                                                |                  |                                              |                   |           |                          |
| 54 | 23 | «Квінтесенція зоряної Декер» «Quintessential Deckerstar»                       | Клаудія Ярмі     | Ілді Модрович                                | 7 травня 2018     | T13.20769 | 2,90                     |
| Під час розслідування смерті жінки Хлоя і Люцифер підозрюють, що переслідують не того підозрюваного. Шарлотта вирішує взяти справу в свої руки, чим ставить свою безпеку під загрозу. А коли Люцифер робить серйозне зізнання, він отримує трагічний телефонний дзвінок, який все змінює. |    |                                                                                |                  |                                              |                   |           |                          |
| 55 | 24 | «Диявол тримає слово» «A Devil of My Word»                                     | Егіль Егілссон   | Джо Хендерсон                                | 14 травня 2018    | T13.20770 | 3,20                     |
| Коли команда розуміє, що саме Пірс вбив Шарлотту і саме він є «Грішником», вони вирішують будь-за-що довести його провину. Проте, Пірс також робить кроки, щоб перешкодити Люциферу і Хлої порушити його плани. |    |                                                                                |                  |                                              |                   |           |                          |
| 56 | 25 | «Фу, нормальна!» «Boo Normal»                                                  | Ліза Демейн      | Джен Грем Імада                              | 28 травня 2018    | T13.20771 | 2.42                     |
| Брат Лопес переїжджає в Детройт, змушуючи Еллу задуматися про повернення в лоно сім'ї. Однак молоду криміналістку очікує ще один сюрприз - повернення її особистого привида і невидимого друга Рей-Рей, яка має власні плани на майбутнє жінки. Тим часом детективи починають розслідувати вбивство дитячого психолога, в ході чого Еспіноза з Люцифером вступають в протистояння з однією з пацієнток загиблої. Паралельно Денницю чекає зустріч зі старою знайомою, яка розкриває дияволу очі на деякі речі, що відбуваються з ним останнім часом. |    |                                                                                |                  |                                              |                   |           |                          |
| 57 | 26 | «Одного разу...» «Once Upon a Time»                                            | Кевін Аледжандро | Рікардо Лопез-молодший                       | 28 травня 2018    | T13.20772 | 2.42                     |
| Що, якби в життях героїв змінилася всього одна маленька деталь? Коли стараннями Люцифера батько Хлої виживає після перестрілки, Хлоя, не обтяжена душевною травмою через його ранню смерть, вибирає зовсім інший шлях - шлях актриси, що грає детектива. Після того, як її напарника-каскадера несподівано вбивають, жінка вирішує застосувати на практиці навички, отримані під час підготовки до ролі, і відшукати вбивцю. Тим часом Люцифер теж береться за цю справу, починаючи суперництво, а пізніше і співпрацю з упертою акторкою. Тим часом Шарлотта задумує обікрасти багатого клієнта, а Лінду чекає нелегкий вибір між популярністю свого шоу і моральним принципам. |    |                                                                                |                  |                                              |                   |           |                          |